# Ford Pinto
A Ford Pinto egy kiskategóriás autó, amelyet a Ford Motor Company gyártott 1970 és 1980 között. Először csak kétajtós kupé változatban készült, de gyártásának második évében megjelent a ferde hátú változat Ford Pinto Runabout néven és a kétfajta kombi is. A Ford az AMC Gremlin, a Chevrolet Vega és a Volkswagen, a Datsun, valamint a Toyota hasonló kategóriájú modelljei vetélytársául szánta a Pintót. A felsoroltak közül mindegyiknél több darab készült belőle. A legtöbbet 1974-ben gyártották, ekkor 544 029 autó hagyta el a gyártósort, amivel a Pinto szintén vetélytársai fölé nőtt az egy év alatt elkészült modellek számát tekintve. 1976-ra összesen már több mint 2,3 millió darab készült le. A kocsi gyártása 1980-ban fejeződött be, abban az évben mindössze 68 179 készült belőle. Népszerű volt a vásárlók közében, 1971 januárjára már 100 ezernél is több Pinto talált gazdára, az év végéig pedig összesen 352 402 darabot adtak el belőle. A gyártás befejezéséig több mint 3 millió Pinto kelt el.
Az autót a Mercury is gyártotta Mercury Bobcat néven, mely 1974-ben debütált a kanadai és 1975 márciusában az amerikai piacon. Ebből 224 026 darab készült 1975 és 1980 között. A gyártás megszüntetése után a Pintót, a Bobcatet és a Ford európai részlegétől importált kisebb, első generációs Ford Fiestát az elsőkerék-meghajtású Ford Escort és a Mercury Lynx váltotta le az Amerikai Egyesült Államokban.
A Pinto jó híre veszélybe került egy médiabotrány és több jogi per során, amikor is azt állították, hogy az autó üzemanyagtankja nem kellően védett, ami hátulról történő ütközés esetén tüzet okozhat. 1978-ban tömegesen hívták vissza a Pintókat, de egy későbbi vizsgálat kimutatta, hogy a vádak túlzóak voltak és a kocsi ugyanolyan biztonságos volt – bizonyos esetekben még biztonságosabb is -, mint a kor többi kiskategóriás autója.
A Pinto név az amerikai foltos lovak egyik elnevezéséből ered.

## Története

### Előzmények
Az amerikai autógyártóknak eleinte nem voltak kiskategóriás modelljei, ezért olyan kocsikkal próbálták meg felvenni a versenyt a Volkswagen Bogárhoz hasonló import autókkal szemben, mint a Ford Falcon, a Chevrolet Corvair vagy a Plymouth Valiant. Ezeknek azonban mint hathengeres motoruk volt és a nagyobb, kompakt kategóriába tartoztak. Az 1960-as években egyre népszerűbbek lettek az amerikai piacon a Toyota és a Datsun kisautói, erre válaszul a Ford előbb importálta az európai részlegénél gyártott Cortinát, majd elkészítette saját kiskategóriás autóját, a Pintót. A Pinto hosszúságát, motorteljesítményét és hengerűrtartalmát tekintve megfelelt a Japánban a kiskategóriás autókra vonatkozó szabályoknak is, de szélessége 60 mm-rel túllépte az ott megszabott határt.
A Pinto 1970. szeptember 11-én debütált az amerikai piacon. Belföldi vetélytársai közül az AMC Gremlin már hat hónappal korábban bemutatkozott, míg a Chevrolet Vegát egy nappal korábban mutatták be a Pintónál. A Pinto és a Vega is teljesen új modellek voltak, de míg előbbibe a Ford Escort európai változatában már bizonyított hajtásláncok kerültek, addig utóbbiba egy forradalmi újításnak számító alumínium motorblokkot szereltek, mellyel kiforratlanságából adódóan sok gond volt. A Gremlinben hathengeres motor volt és a hátuljától eltekintve szinte teljesen a kompakt kategóriába tartozó AMC Horneten alapult.

### Tervezés

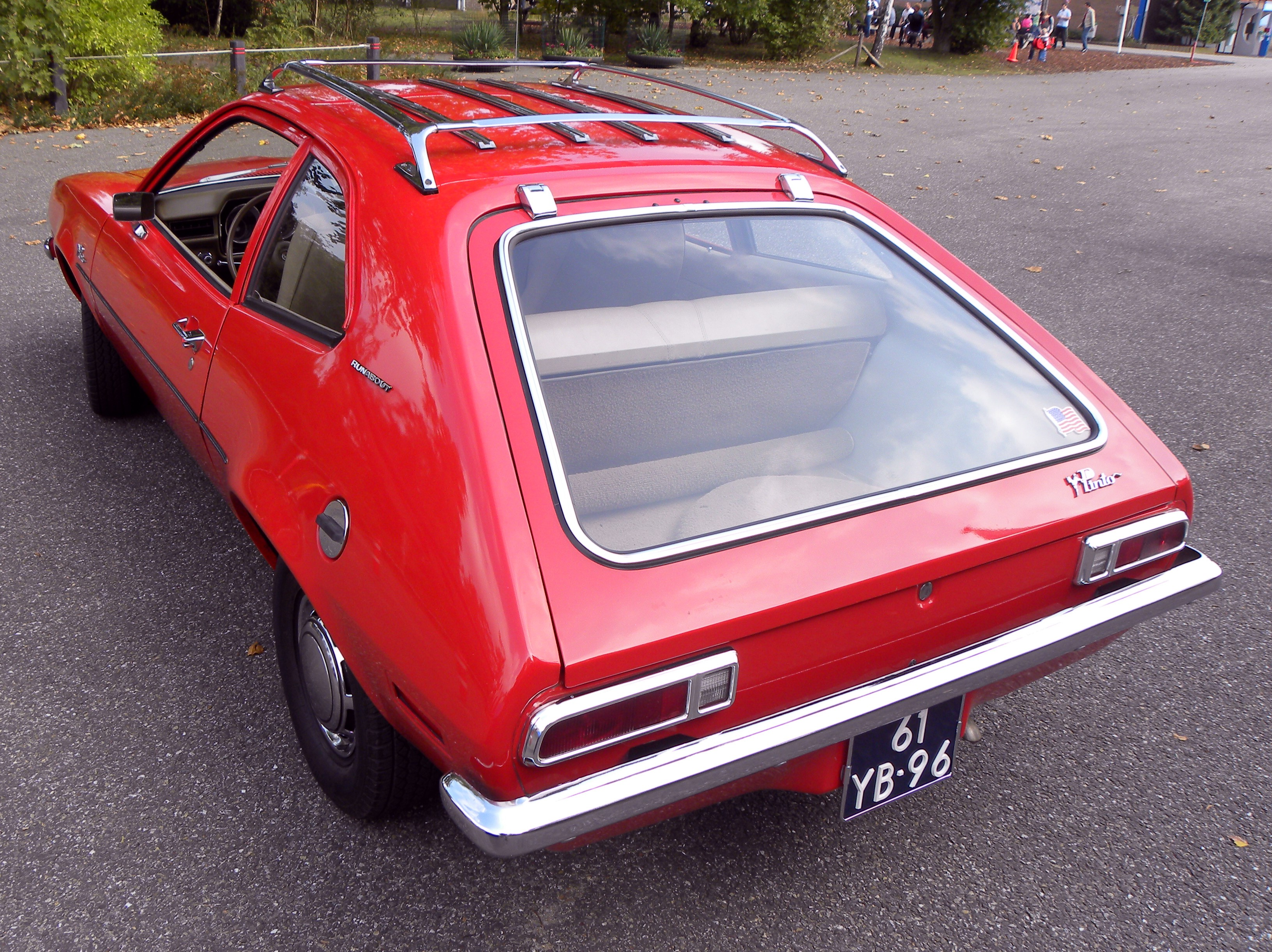
1973-as Ford Pinto Runabout

A Ford elnöke, Lee Iacocca 1971-re szeretett volna egy modellt, mely 2000 fontnál (907,2 kg) könnyebb és 2000 dollárnál olcsóbb. A külső és a belsőtér megtervezését teljes mértékben az amerikai cég végezte, ahelyett, hogy a dizájnelemek nagy részét átemelték volna az európai Ford Escortból. Az autó karosszériáját Robert Eidschun tervezte. Az első Pinto prototípusok 1968 decemberére készültek el, Eidschun nem sokkal később elhagyta a Fordot és a Chrysler tervezőcsapatának igazgatója lett.
Nemcsak a Ford döntött úgy, hogy teljesen új modellt tervez ahelyett, hogy európai vállalatának modelljeiből merítene elemeket, a General Motorsnál szintén így tettek a Chevrolet Vega megtervezésénél és nem az 1967 óta a kanadai és amerikai márkakereskedésekben is importált Vauxhall Vivát vagy az Opel Kadettet vették alapul az új autó elkészítésénél. A Pinto és a Vega tervezésénél is arra figyeltek a tervezők, hogy nagyobb legyen az autó belső tere és motorválasztéka, mint a japán vetélytársaké, ahol ezekre a méretekre komoly szabályok vonatkoztak. A detroiti autógyárak korábban többnyire az importautók alapján készítették modelljeiket, megpróbálva modernebb technikai felszerelésekkel kívánatosabbá tenni azokat.
Míg a korábban bemutatott Ford Maverick soros hathengeres és V8-as motorokkal készült, osztatlan ülésekkel, addig a Pintóba soros négyhengeres erőforrások és kagylóülések kerültek, hogy saját kategóriájukban vehesse fel a versenyt az olyan külföldről érkező kocsikkal, mint az Amerikában 1949 óta kapható Volkswagen Bogár, a Toyota Corolla, melyet 1968 márciusában mutattak be Észak-Amerikában és az 1970-től vásárolható Datsun 1200.
Az importautókhoz képest a Pinto üléspozíciója alacsonyabb volt. Eleje és hátsó lámpái hasonlítottak a nagyobb Ford Maverickéhez, de a karosszéria ferde hátú kialakítása eltérő volt.

### Gyártás
Mindössze 22 hónappal az első prototípusok elkészülése után a Ford hivatalosan is bemutatta a Pintót, Gondtalan utazásra tervezett kisautó szlogennel.
Miután a többi karosszériaváltozat kialakítása különböző problémákba ütközött, a Pinto először csak kétajtós kupéként volt elérhető. Bevezetőára 1850 dollár volt, olcsóbb volt, mint a Chevrolet Vega, árával is a külföldről behozott modellek vetélytársa kívánt lenni. A hasonló méretű és kategóriájú importautók listája 1971-ben a Mazda 1200-zal, 1972-ben a Subaru DL-lel, 1973-ban pedig a Honda Civickel bővült.
A Pintókat St Thomasban, Ontarióban; Edisonban, New Jerseyben és Richmondban, Kaliforniában készültek. A Pinto mellé később megérkezett a szintén kiskategóriás autó kategóriába sorolt, Németországban gyártott fronthajtásos Ford Fiesta, majd az 1981-es modellévben leváltotta a Ford Escort amerikai változata.
A háromajtós ferde hátú verziót 1971. február 20-án mutatták be a Chicagói Autószalonon (szintén 1971-ben jelent meg a híres prospektus, melyben volt egy kivágható Pinto, amiből háromdimenziós modellt lehetett hajtogatni). A Runabout névre keresztelt ferde hátú öt nappal később jelent meg a piacon, 2062 dolláros áron. A harmadik ajtó külső, krómozott ajtópántokkal csatlakozott a karosszériához, öt darab króm díszcsík volt rajta és pneumatikus teleszkópok gondoskodtak a nyitásáról és nyitva tartásáról. A hátsóülés dönthetővé vált, hogy ezzel meg lehessen növelni a csomagtartó méretét. Ez a megoldás ugyanekkor a kupéban is elérhetővé vált. Ledöntött üléstámlával a kupé és a ferde hátú csomagtere is 1,08 m³-esre nőtt. Eleinte a ferde hátú harmadik ajtaja is hasonló kialakítású volt, mint a kupé csomagtérfedele, de 1972-re lecserélték egy újra, melynek szinte egész felülete üveg volt.

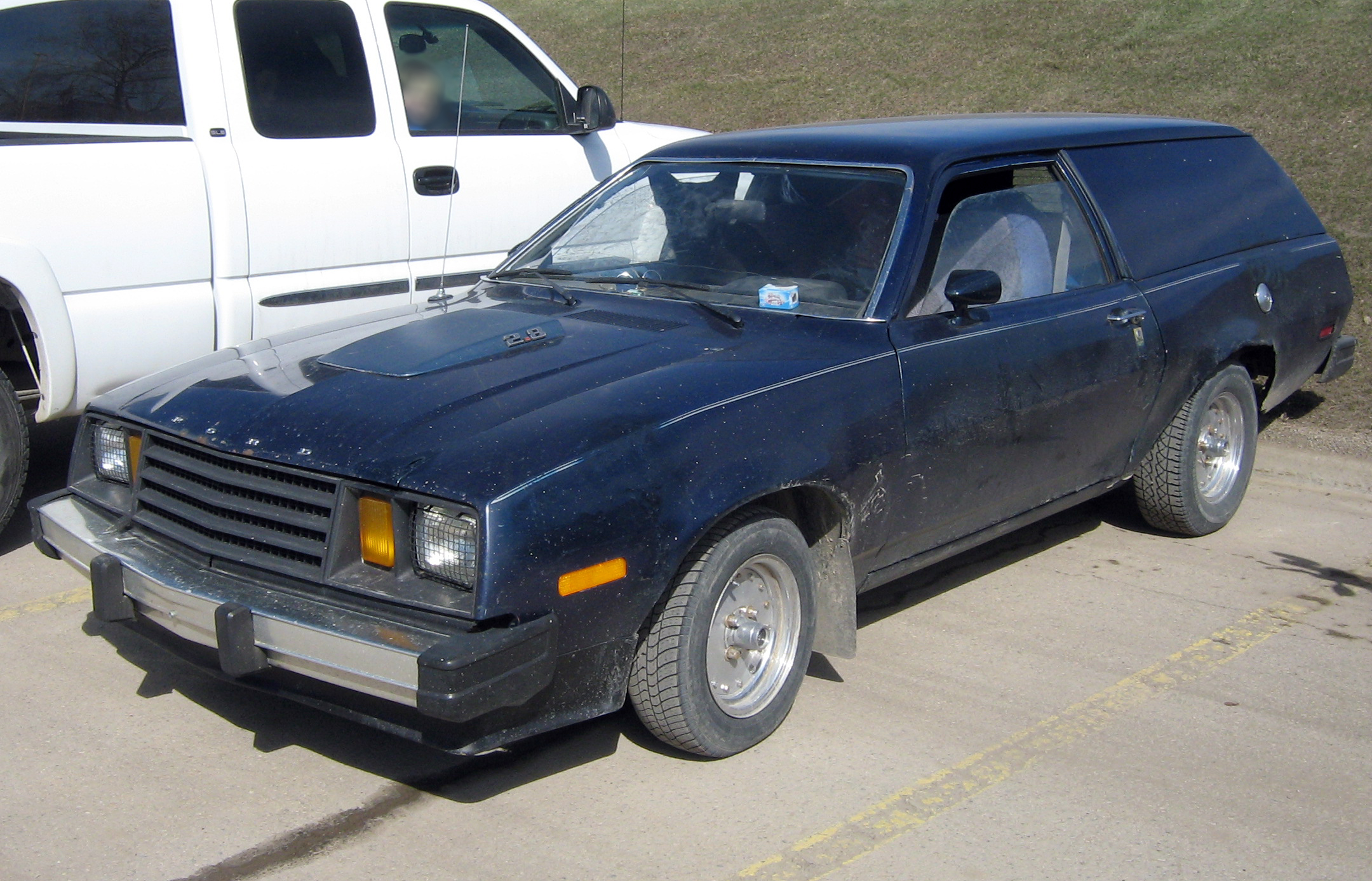
Modellfrissítés utáni Ford Pinto Panel Wagon (körablak nélkül)

1972. február 24-én került bemutatásra a Pinto kétajtós kombi változata, mely 4390 mm hosszú volt és 1,71 m³-es csomagtérrel rendelkezett. A hátsó ablakok nem letekerhetőek, hanem kihajthatóak voltak. A kocsihoz alapfelszereltségként egy 2,0 literes motorjárt, előre pedig tárcsafékek kerültek.
A kombinak 1977-ben megjelent egy kisáruszállító változata, a Ford Pinto Cruising Wagon, melynek hátsó ablakai helyére panelekre kerültek, mindössze egy-egy kis körablak került hátra a két oldalra. A Pinto Squire szintén a kombi egyik különleges verziója volt, ennek az oldalán faberakások voltak, hasonlóan a Ford Country Squire-hez. A Ford tehát kínált különböző, egyedi kinézetet kölcsönző csomagokat a Pintóhoz, de nagy teljesítményű, gyárilag tuningolt verziót nem. A Chevrolet Vega ellenben kapható volt Cosworth Vega, az AMC Gremlin pedig 304 V8 Gremlin X nevű sportváltozatban.
A Pinto a kor amerikai autóihoz képest nem tartalmazott semmi meglepő mechanikai újítást. Önhordó karosszériával készült, motorja pedig hosszában került a motortérbe. Hátsókerék-meghajtású volt, automata és manuális sebességváltó is kérhető volt hozzá, hátulra pedig merev tengely került. Az első felfüggesztés szabályzókarokból és tekercsrugókból áll, míg hátra merev tengely és laprugók kerültek. A fogasléces kormányműhöz rendelhető volt szervós rásegítő, ahogy a fékekhez is.

## Motorok
Az 1980-as éven kívül a Pintóhoz minden évben kétféle motor volt rendelhető. Forgalmazásának első öt évében csak soros négyhengeres erőforrások voltak elérhetőek a kocsihoz, ezután jelent meg az első V6-os változat. A motorteljesítmény szinte minden évben változott.
1974-ben jelent meg a híres 2,3 literes, felső vezérműtengelyes (OHC), soros négyhengeres motor, melyet kisebb-nagyobb változtatásokkal, újításokkal egészen 1997-ig gyártottak. Ennek a motornak a turbófeltöltős változata került be többek között a Ford Thunderbird Turbo Coupe-ba, a Mustang SVO-ba és az Európában készülő Merkur XR4Ti-be (utóbbi a Ford Sierra amerikai és kanadai piacra készülő sportváltozata volt).
A Pintókba eleinte Angliából érkező 1,6 literes és Németországban készülő 2,0 literes, a teljesítmény szempontjából finomhangolt motorok kerültek. A kétliteres motorra kéttorkú karburátor került, melynek furatai nagyobbak voltak a Maverickbe kerülő karburátorokénál. Az autó kis súlyának (alig több, mint 910 kg) köszönhetően az egy felső vezérműtengelyes (SOHC) erőforrással szerelt modellek 10,8 másodperc alatt gyorsultak nulláról hatvan mérföld/órás sebességre. A megváltozó károsanyag-kibocsátási szabályozások miatt a Ford amerikai részlege úgy döntött, a külföldről behozottak helyett saját maga fejleszti ki a Pinto motorjait. A biztonsági előírások is változtak ami miatt nehezebb lökhárítók és más, az eddiginél súlyosabb alkatrészek kerültek a kocsira, ami rossz hatással volt a teljesítményre.
A biztonsági előírások megváltozása miatt 1972-re az 1,6 literes motor teljesítménye 54 lóerőre (40 kW), a 2,0 literesé pedig 86 lóerőre (64 kW) esett vissza.
Motorválaszték évről évre:
1971
- 1,6 literes Kent OHV soros négyhengeres – 75 lóerő (56 kW) és 130 Nm
- 2,0 literes EAO SOHC soros négyhengeres – 100 lóerő (75 kW)

1972
- 1,6 literes Kent – 54 lóerő (40 kW)
- 2,0 literes EAO – 86 lóerő (64 kW)

1973
- 1,6 literes Kent
- 2,0 literes EAO – 86 lóerő (64 kW)

1974
- 2,0 literes EAO – 86 lóerő (64 kW)
- 2,3 literes OHC – 90 lóerő (67 kW)

1975
- 2,3 literes OHC – 83 lóerő (62 kW)
- 2,8 literes Cologne V6 – 97 lóerő (72 kW)

1976
- 2,3 literes OHC – 92 lóerő (69 kW) és 164 Nm
- 2,8 literes Cologne – 103 lóerő (77 kW) és 202 Nm

1977
- 2,3 literes OHC – 89 lóerő (66 kW) és 160 Nm
- 2,8 literes Cologne – 93 lóerő (69 kW) és 190 Nm

1978
- 2,3 literes OHC – 88 lóerő (66 kW) és 160 Nm
- 2,8 literes Cologne – 90 lóerő (67 kW) és 194 Nm

1979
- 2,3 literes OHC – 88 lóerő (66 kW) és 160 Nm
- 2,8 literes Cologne – 102 lóerő (76 kW) és 187 Nm

1980
- 2,3 literes OHC – 88 lóerő (66 kW) és 161 Nm

## Fogadtatás és kritikák
Az autós szaklapok közül a Road & Track kritizálta a Pintót felfüggesztése és az alapfelszereltségként hozzá járó dobfékei miatt, utóbbit komoly hiányosságként emlegette az újság. Az európai Fordokban már bizonyított 1,6 literes Kent motorról azonban igencsak pozitív véleménnyel volt a lap. A rivális Chevrolet Vega 2,3 literes soros négyhengeres motorja forradalmi újításnak számított, hiszen a blokk alumínium ötvözetből, a hengerfej pedig öntöttvasból készült. Mint a későbbiek során kiderült, az új megoldást túl hamar dobta piacra a General Motors, hiszen a technika kiforratlansága miatt sok gond volt vele. A Consumer Reports című lap ennek ellenére a Vegát jobb autónak tartotta, de az AMC Gremlint már sikerült megelőznie a Pintónak.
2004-ben a Forbes magazin minden idők legrosszabb autói közé sorolta a Pintót. Tervezési hibái és biztonsági problémái 2008-ban a Time ötven legrosszabb autót tömörítő listájára is felkerült. Egy évvel később a Business Week az elmúlt ötven év legrondább kocsijait bemutató listáján is helyet kapott.
Az 1983-as, Cujo című filmben a főhős csapdába esik egy Pintóban, mely rossz generátora miatt nem indul.

## Az üzemanyagtank-botrány
1977-ben azzal vádolták meg a Pintót, hogy tervezési hibái miatt hátulról történő ütközés esetén letörhet az üzemanyagbetöltő nyak vagy kilyukadhat az üzemanyagtartály, ami halálos tűzeseteket okozhat.

### Vádak és bírósági perek

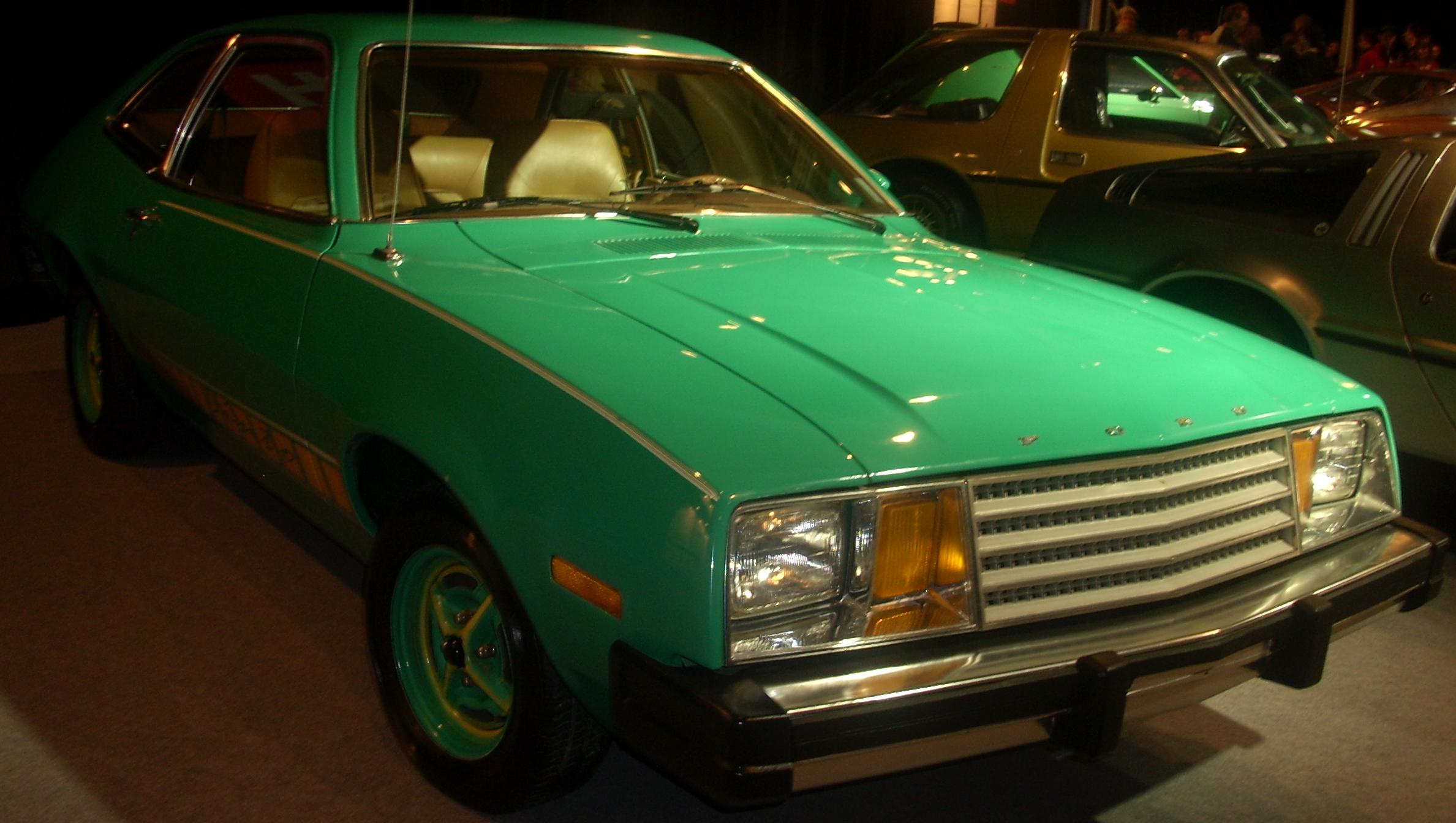
Modellfrissítés utáni ferde hátú Ford Pinto

A kritikusok azt állították, hogy nincs kellően megerősítve az autó hátulja és üzemanyagtankja közötti rész, ami miatt ütközésnél a tank is előre nyomódhat és kilyukaszthatják a differenciálmű kiálló csavarjai, emiatt a hiányosság miatt pedig a Pinto kevésbé biztonságos, mint riválisai.
A Mother Jones újságírója, Mark Dowie egy 1977-es cikkében azt állította, a Ford tisztában volt a hibával, de olcsóbbnak tartották az esetleges perek során megítélt kártérítési díjak kifizetését, mint a Pintók visszahívását. A lap később bemutatott egy elemzést, melyben a Ford azt elemzi, hogy mennyivel többe kerülne visszahívni az autókat és elvégezni a darabonként 11 dolláros javításokat, mint kifizetni a halálesetek, sérülések és a tűzkár miatt megítélt kártérítéseket. A dokumentum Ford Pinto Jelentés néven vált hírhedtté, bár nem csak a Pintóra, hanem a Ford összes autójára vonatkozott általánosságban, és a borulások következtében létrejött tűzeseteket említette példaként, nem a Pintónak felrótt hátulról történő ütközés utáni kigyulladás lehetőségét. A Ford állítólag ezzel a dokumentummal próbálta elérni, hogy felmentést kapjon az Amerikai Közlekedésbiztonsági Hivatal egyes szabályai alól. Később a Pintóval kapcsolatos bírósági perekben is előkerült a jelentés, mint bizonyíték a gyár "érzéketlen" hozzáállására.
Egy 1972-es baleset után, mely során kigyulladt egy Pinto, beperelték a Fordot. A Grimshaw kontra Ford Motor Co. néven elhíresült per során összesen 6 millió dollár kártérítés megfizetésére kötelezte a gyárat a Kaliforniai Fellebbviteli Bíróság, mivel a bíró úgy ítélte meg, hogy az illetékesek tisztában voltak a tervezési hibával még a sorozatgyártás előtt, mégsem tettek semmit a kijavítása érdekében.

### Visszahívások
A Közlekedésbiztonsági Hivatal 1974-ben kiadott közleményében azt állította, a Pintónak nincs olyan komoly hibája, ami miatt vissza kellene hívni. Állításukat azzal támasztották alá, hogy a 27 tűz általi halál nem indokolja a visszarendelést, mivel ugyanennyien haltak meg olyan balesetekben, melyeket a sebességváltó egy ritka meghibásodása okozott. Néhány évvel később mégis elrendelték az autók visszahívását és biztonságosabbá tételét.
Ezek a javítások 1978-ban kezdődtek meg, bekerült az autóba két műanyag védőlemez, egyik a differenciálmű csavarjaitól, a másik a jobb hátsó lengéscsillapítótól védte az üzemanyagtartályt. Új üzemanyagbetöltő nyak is került a kocsiba, mely mélyebben benyúlt a tankba és ellenállóbb anyagból készült, így nem tört le olyan könnyen hátulról történő ütközés esetén.

### A Schwartz-tanulmány
1991-es, a The Myth of the Ford Pinto Case (A Ford Pinto-ügy mítosza) című tanulmányában Gary T Schwartz azt állította, hogy a Ford Pintót ért vádak nem állták meg a helyüket és nem vizsgálták ki kellőképpen az ügyet.
A tanulmány szerint erősen túlzó az a több helyen is elhangzott állítás, miszerint több százan haltak meg Pinto-tüzekben és a valóságban ez a szám sokkal közelebb áll az Amerikai Közlekedésbiztonsági Hivatal által hivatalosan rögzített 27-hez. Mivel több mint 2 millió darab készült a Pintóból, ez az arány egyáltalán nem volt rosszabb az átlagos kocsikénál. Schwartz szerint tehát a Pinto egyáltalán nem volt tűzveszélyesebb az akkori autóknál és kevesebb Pinto-vezető halt meg baleset következtében, mint azok, akik valamilyen más, külföldről importált kiskategóriás autót vezettek. Ráadásul az is kiderült, hogy a Ford Pinto Jelentés néven elhíresült irat nem kérelem volt a szabályok figyelmen kívül hagyására, hanem egy értekezés az Közlekedésbiztonsági Hivatal egy új, az emberi élet értékére vonatkozó szabályával kapcsolatban.
Schwartz tehát három fontos dolgot állapított meg:
- A Ford Pinto Jelentést nem kívánta saját javára használni a Ford, egy szabállyal kapcsolatos véleményüket fejezték ki benne, és az Amerikai Közlekedésbiztonsági Hivatalnak is elküldték, egy hivatalos levelükhöz csatolva. Nem meglepő, hogy a kártérítési perekben nem fogadták el a bírók bizonyítékként.
- Az, hogy az autó üzemanyagtankja a hátsó tengely mögé került, valóban tervezési hibának tűnhet, de akkoriban az amerikai autóknál ez egy megszokott megoldás volt.
- A Kaliforniai Legfőbb Ügyészség szemet hunyt afelett, ha az autógyárak takarékossági okokból figyelmen kívül hagyták a biztonságot, de egyes intézkedéseivel még biztatta is őket erre.

## Motorsport
Az 1971-es szezonban a Ford Pinto részt vett a Trans-Am Series egyik versenyén. Az autót benevezték a teljes 1972-es szezonra, de a rengeteg műszaki probléma miatt mindössze egyetlen versenyt tudott befejezni, így nem folytatódott a kocsi pályafutása a motorsport területén.